# Purpuricenus kaehleri
Purpuricenus kaehleri là một loài bọ cánh cứng trong họ Cerambycidae.

## Hình ảnh

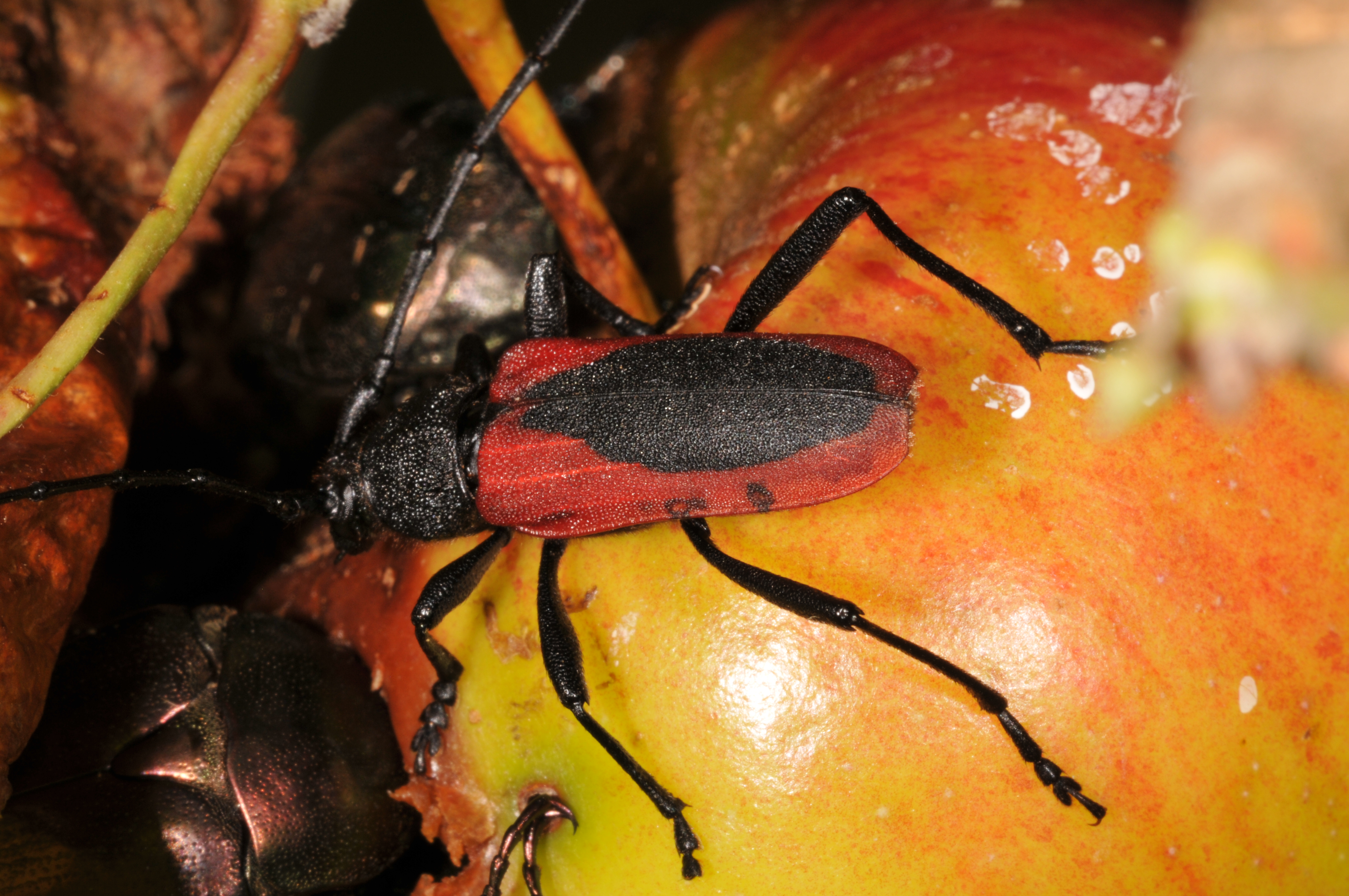
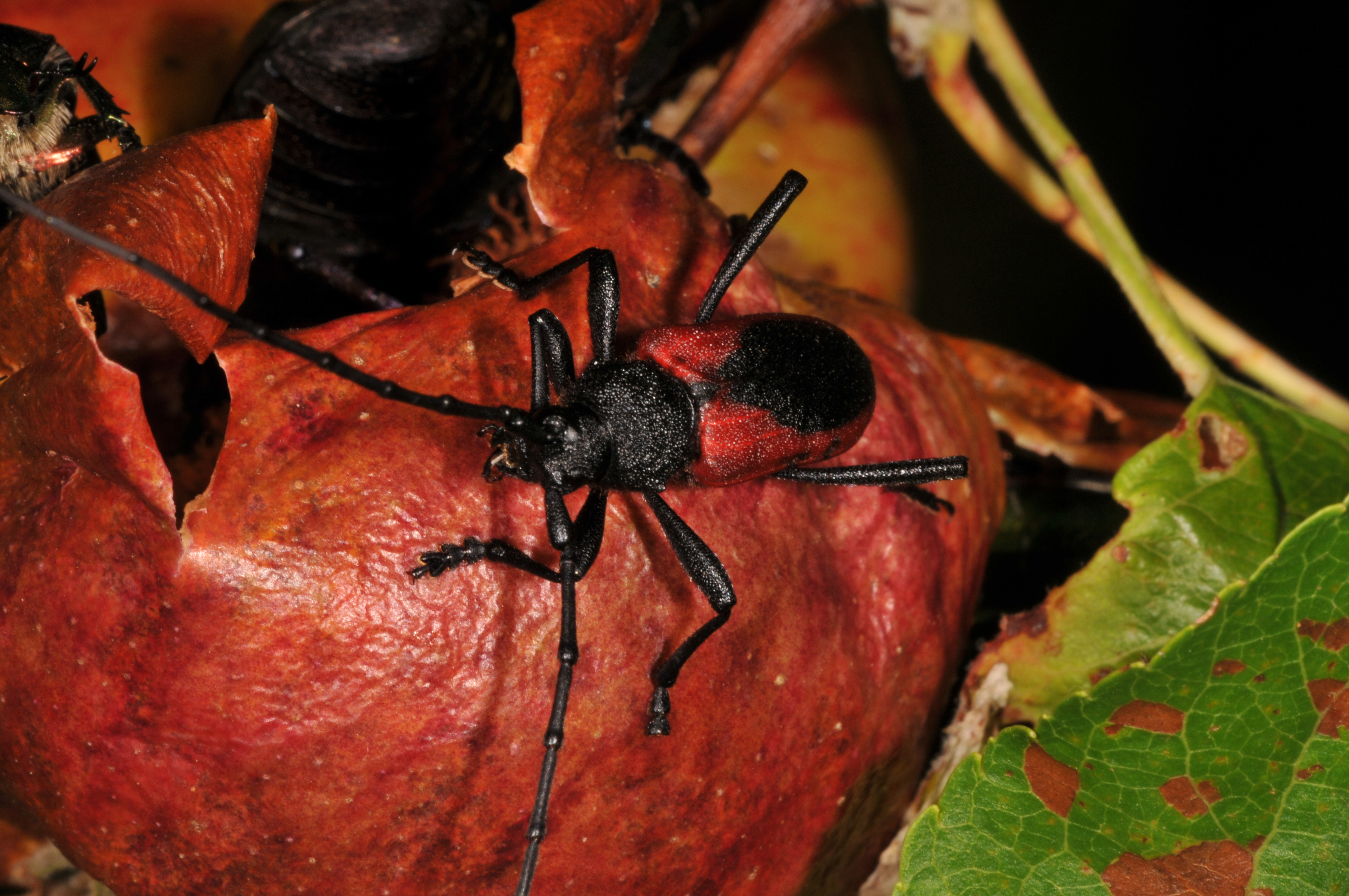
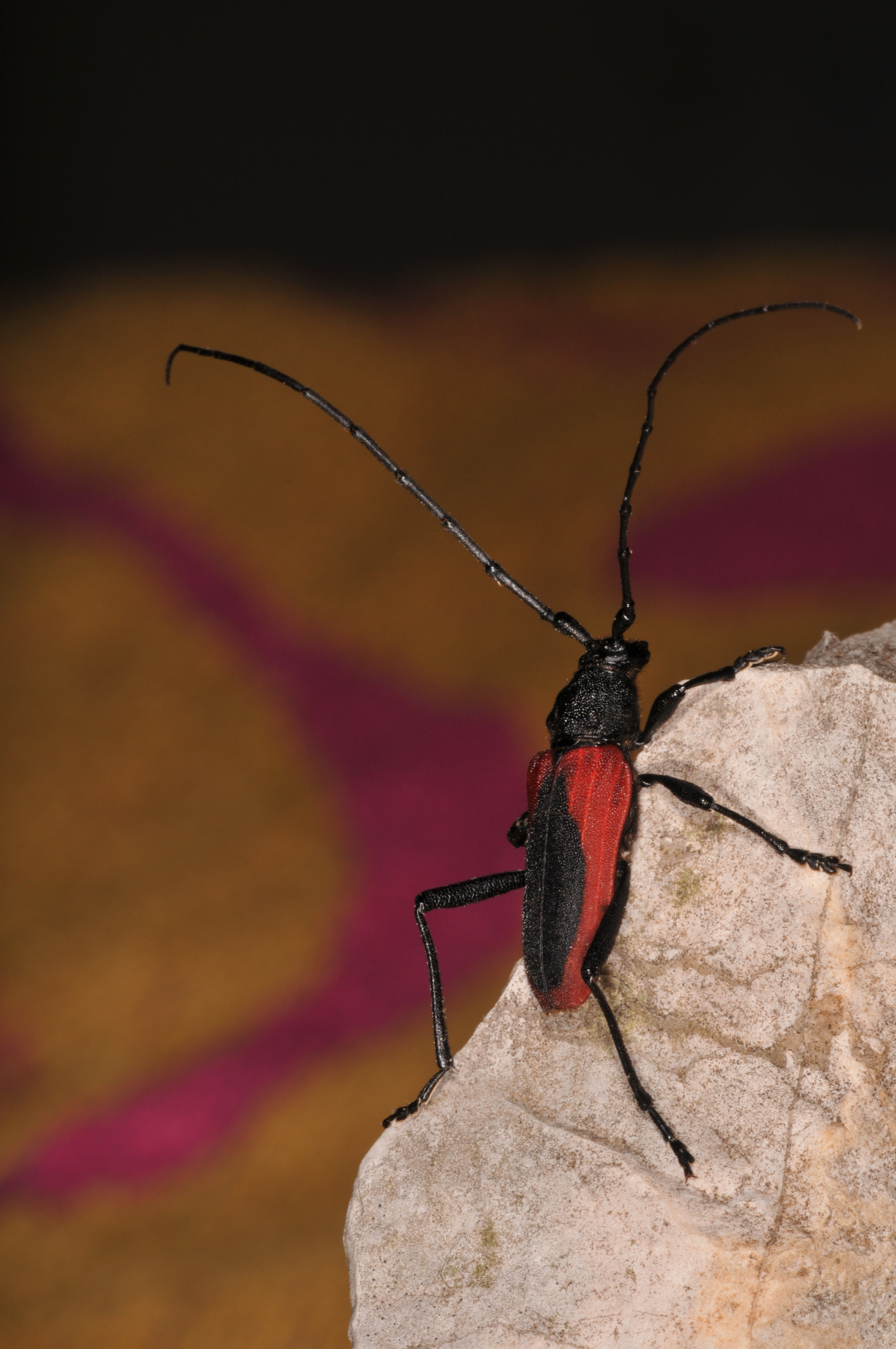
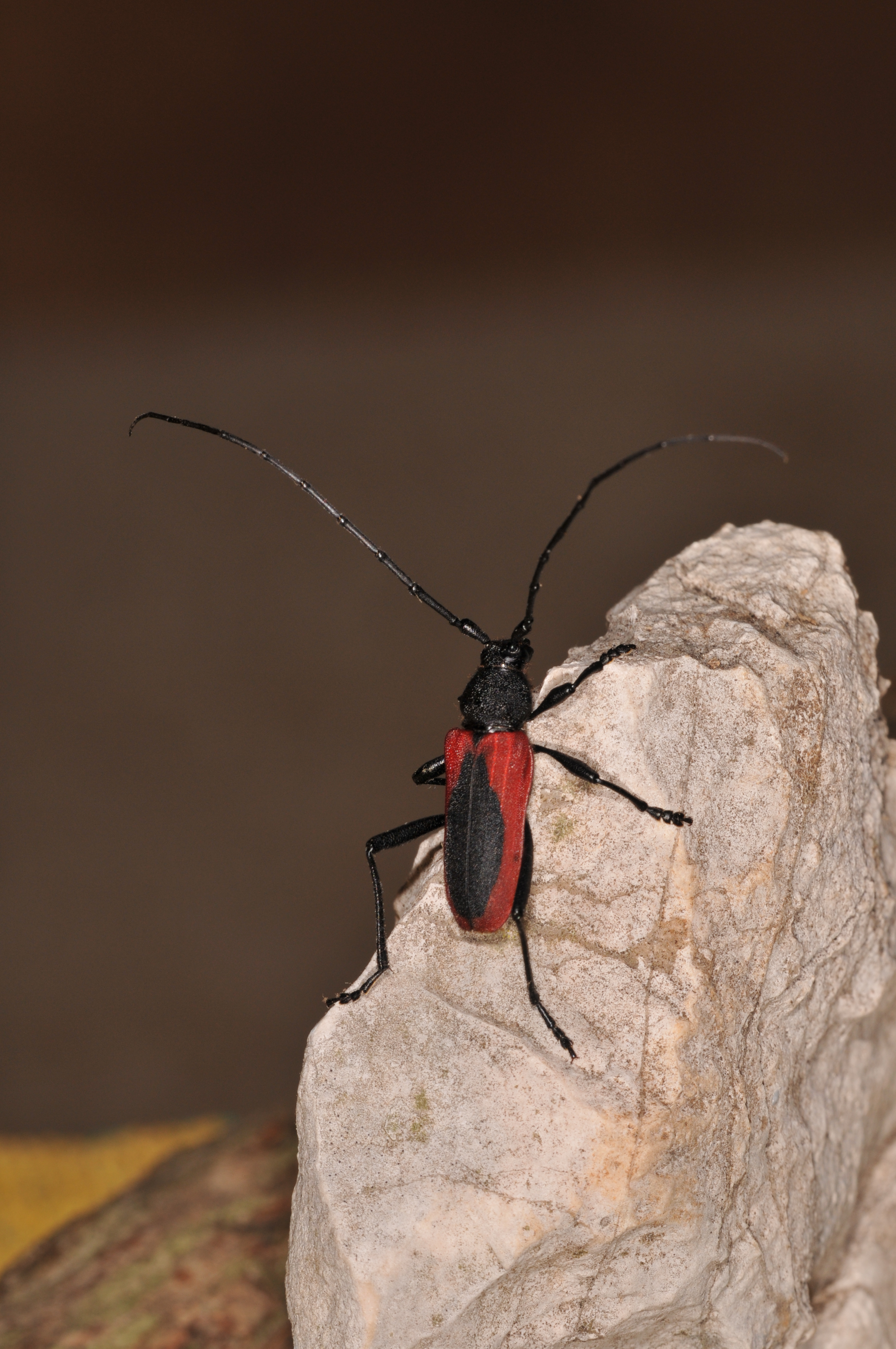